# Automobiles Grégoire

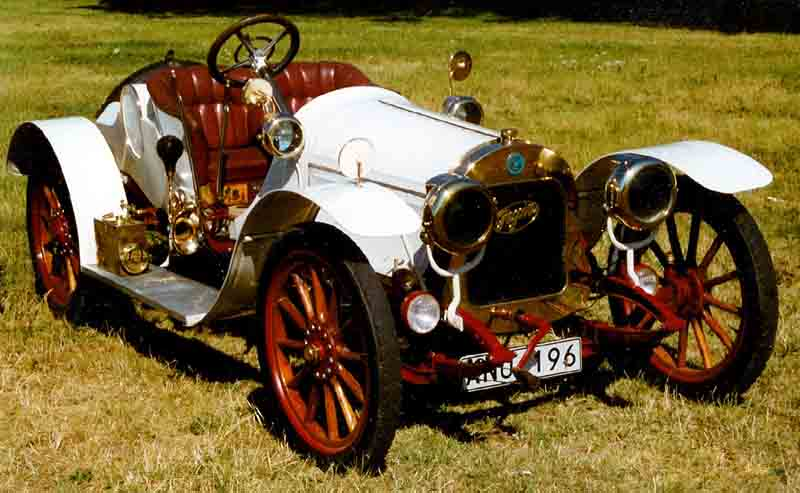
Gregoire 14/20 Voiturette Sport 1908

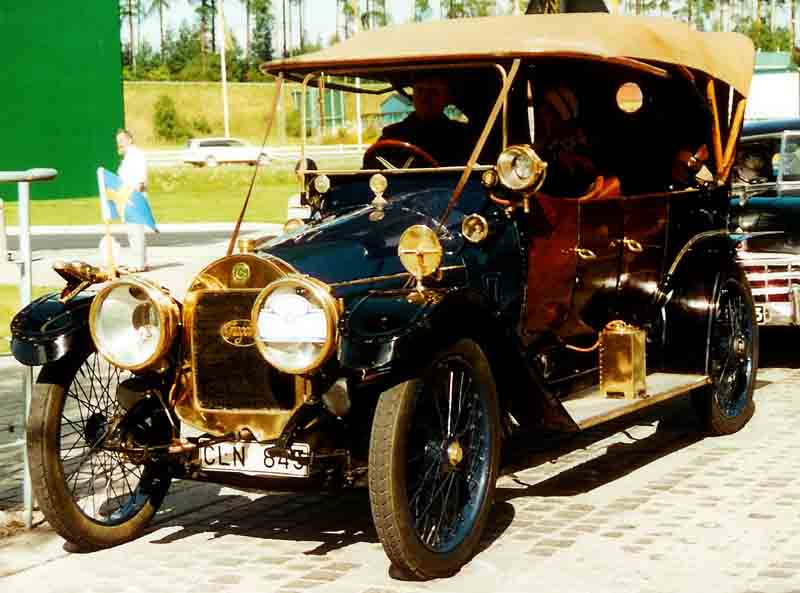
Gregoire 70 Torpedo 1910

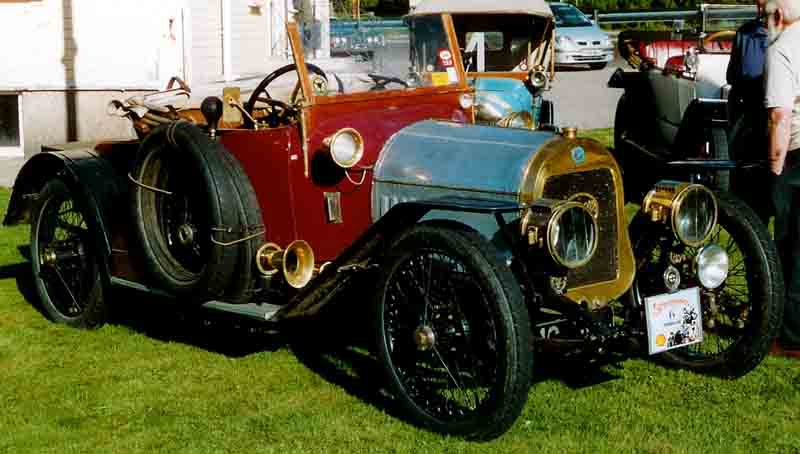
Gregoire 16/24 2-Seater 1911

Automobiles Grégoire, mer känd som bara Grégoire, var en fransk biltillverkare i staden Poissy. Grégoire började med tillverkning av motorer 1903. Men år 1904 började företaget att tillverka bilar. Konstruktionen var ganska konventionell för tiden, men företagets bilar var lätt igenkännliga genom dess päronformade kylare. Företaget tillverkade bilar med både en-, två- och fyrcylindriga motorer. Senare erbjöds även bilar med sexcylindriga motorer.
Gregoire sålde aldrig särskilt många bilar, 1913 tillverkades endast cirka 500 bilar.
Efter första världskriget presenterade Grégoire sin första bil med en motor som hade överliggande kamaxel. Trots att motorn bara var på 2,3 liter, kunde bilen nå upp till 62 mph (100 km/t). Tillverkningen av den modellen kostade en hel del, varför det ekonomiska resultatet blev en besvikelse. År 1923 producerade Gregoire endast motorer till företaget Bignan, men 1924 stängde Grégoire sin fabrik.